# Otto Keppe
Otto Keppe (* 26. Januarjul. / 8. Februar 1903greg. in Moskau, Russisches Kaiserreich; † 7. August 1987 in Tallinn, Estnische SSR) war ein estnischer Architekt.

## Leben
Otto Keppe schloss 1903 sein Studium an der Technischen Universität in Moskau ab. Von 1931 bis 1944 war er als Bau- und Stadtplaner in der russischen Hauptstadt tätig.
Mit der sowjetischen Besetzung des Baltikums zog er nach Estland. Dort war er Leiter bei großen Stadt- und Bauplanungsprojekten, die sich dem Wiederaufbau des durch den Zweiten Weltkrieg zerstörten Landes widmeten. Eine wichtige Rolle spielte Keppe bei den neuen sowjetischen Stadtplanungen für Tallinn und Narva. Otto Keppe  plante von 1948 bis 1952 auch entscheidend die Baumaßnahmen in den Ölschiefer-Gebieten im nordöstlichen Teil Estlands, in denen Energiebetriebe aufgebaut und Großindustrie angesiedelt wurde.
Von 1950 bis 1955 war Keppe Vorsitzender des Architektenverbands der Estnischen SSR (ENSV Arhitektide Liit) und von 1935 bis 1959 Chefarchitekt der estnischen Hauptstadt Tallinn.
1948 wurde Keppe für seinen Generalplan zum Wiederaufbau Tallinns gemeinsam mit Harald Arman und Anton Soans der Staatspreis der Estnischen SSR verliehen. Keppe und Arman hatten 1945 die unionsübergreifende Ausschreibung für das Projekt gewonnen. Besondere Beachtung fand auch Keppes Projekt zur Umgestaltung des Zentrums von Tallinn (gemeinsam mit Harald Arman und Voldemar Meigas).